# Styrax guianensis
Styrax guianensis är en storaxväxtart som beskrevs av A. Dc. Styrax guianensis ingår i släktet Styrax och familjen storaxväxter. Inga underarter finns listade i Catalogue of Life.